# KIZUNA JAPAN
KIZUNA JAPAN株式会社（キズナジャパン）は、映像制作・動画広告などの企画・制作などを事業とする会社である。

## 概要
代表取締役の高瀬慶一が、2008年にキングレコードから独立し設立。
映像系のベンチャー企業として、動画コンテンツの企画・制作からマーケティング領域まで幅広く事業展開。
映像・動画事業以外にも積極的に新規ビジネスを展開している模様。
企業理念は「今、この一瞬を。」行動指針は「Do & Give」 。